# Eleccions presidencials del Tadjikistan de 1999
El 6 de novembre de 1999 es van celebrar eleccions presidencials al Tadjikistan. Les va guanyar l'actual president, Emomalí Rahmonov, que va obtenir el 98% dels vots. L'oposició, que havia exigit l'ajornament de les eleccions i pensava boicotejar-les (però es va retractar unes hores abans que comencés la votació), va qualificar el resultat d'il·legal. Els observadors estrangers també es van mostrar crítics amb les eleccions, sobretot pel que fa a les qüestions del registre de candidats, l'accés als mitjans de comunicació i les irregularitats en la votació, inclòs el vot múltiple.
Es va informar que la participació va ser del 99% dels 2.866.578 milions de votants registrats.